# Megoura crassicauda
Megoura crassicauda är en insektsart. Megoura crassicauda ingår i släktet Megoura och familjen långrörsbladlöss. Inga underarter finns listade i Catalogue of Life.